# Biogal Gyógyszergyár Rt.
A Biogal Gyógyszergyárt Rt. egy magyar gyógyszergyár volt 1960 és 2004 között. A gyár nevében a gal tag az ókori orvosról, Galénoszról elnevezett galénuszi készítményekre utal.
Magyarországon 1912-ben megalapították a Debreceni Gyógyszergyárat, mely a világháború alatt hadi üzemként is működött. 
1952-ben egyesült a Debreceni Gyógyszergyár a Hajdúsági Gyógyszergyárral. 
Nem sokkal később 1960-ban vonták össze a Rex üzemet (Rex Ferenc, a debreceni gyógyszeripar és gyógyáru-nagykereskedés úttörője) és a Hajdúsági Gyógyszergyárat, ezzel létrehozva a Biogal Gyógyszergyár Rt.-t.
1960-1995 között a Biogal Gyógyszergyár Rt. fő profilja a penamecillin (Maripen) gyártás volt.
1995-ben az izraeli Teva Pharmaceutical Industries Ltd. felvásárolta a Biogal Gyógyszergyár Rt. részvényeit. 
2004-ben a cég nevét TEVA Gyógyszergyárra változtatták.
A cég vezetői
- Patkovszky Imre igazgató 1960–1974[2]
- Kéri Tibor igazgató 1974–1985[3]
- Kéri Tibor vezérigazgató 1985–1990[4]
- dr. Arany Sándor vezérigazgató 1990–2001[5]
- Hegedűs Lajos vezérigazgató 2001–2004[6]